# Art Institute of Chicago
Art Institute of Chicago er et af de ældste og største kunstmuseer i USA. Det blev grundlagt i 1879 og ligger i Grant Park i Chicago, Illinois. Museet besøges årligt af mere end 1,5 millioner mennesker. Samlingen, der er opdelt i 11 afdelinger, er meget omfattende og rummer blandt andet ikoniske værker som Georges Seurats En søndag eftermiddag på Île de la Grande Jatte, Edward Hoppers Nighthawks og Grant Woods American Gothic. Den permanente samling består af næsten 300.000 værker, hvortil kommer mere end 30 specialudstillinger om året, som belyser særlige aspekter af samlingen og præsenterer banebrydende kuratorisk og videnskabelig forskning.
Som forskningsinstitution har Art Institute også en konserverings- og en konserveringsforskningsafdeling, fem konserveringslaboratorier samt et af de største kunsthistorie- og arkitekturbiblioteker i verden, Ryerson & Burnham Libraries.
Med tiden er museets samlinger vokset betragteligt, og det har krævet flere udvidelser af den oprindelige bygning fra 1893, som blev opført i forbindelse med World's Columbian Exposition samme år. Den seneste tilbygning, Modern Wing tegnet af Renzo Piano, åbnede i 2009 og forøgede museets område til omkring 90.000 m², hvorved det blev det næststørste museum i USA, kun overgået af Metropolitan Museum of Art i New York. Museet er tæt knyttet til School of the Art Institute of Chicago, en fremtrædende kunstskole, og denne kombination er en af de få tilbageværende samlede kunstinstitutioner i landet.

## Eksempler på museets værker
- El Greco: Sankt Martin og tiggeren (cirka 1597-99)
- Pierre-Auguste Renoir: To søstre (1881)
- Georges Seurat: En søndag eftermiddag på Île de la Grande Jatte (1884-86)
- Vincent van Gogh: Soveværelset i Arles (1888)
- Mary Cassatt: Barnets bad (1893)
- Grant Wood: American Gothic (1930)
- Edward Hopper: Nighthawks (1942)